# Manuel Fernández Ginés
Manuel Fernández Ginés (La Zubia, Granada, 25 de febrer de 1971) va ser un ciclista espanyol que fou professional entre 1993 i 2000.
Fou un important gregari de Tony Rominger i el seu major èxit esportiu fou el Campionat d'Espanya de ciclisme en ruta de 1996.

## Palmarès
- 1992
  - 1r a la Volta a Lleó
- 1996
  -  Campió d'Espanya de ciclisme en ruta
  - 1r al Trofeu Zumaquero
- 1997
  - 1r a la Volta a Astúries i vencedor d'una etapa

### Resultats a la Volta a Espanya
- 1994. 44è de la classificació general
- 1995. Abandona (14a etapa)
- 1998. 69è de la classificació general
- 1999. Abandona (5a etapa)

### Resultats al Tour de França
- 1996. 16è de la classificació general
- 1999. 49è de la classificació general

### Resultats al Giro d'Itàlia
- 1996. 21è de la classificació general